# Pavillon de chasse de Sielbeck
Le pavillon de chasse de Sielbeck (Jagdpavillon Sielbeck) se trouve à côté d'Eutin dans le Schleswig-Holstein (Allemagne septentrionale). Cette petite maison de plaisance baroque construite en 1776 se situe sur le plus haut point de la Suisse du Holstein entre le lac de Keller et le lac d'Uklei. C'est un monument protégé depuis 1965.

## Histoire

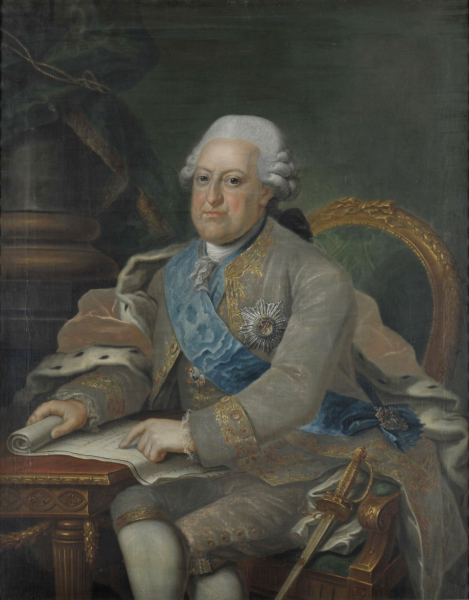
Portrait de Frédéric-Auguste d'Oldenbourg

Le petit pavillon a été construit par Georg Greggenhofer pour le prince-évêque laïc luthérien de Lübeck, et futur duc d'Oldenbourg, Frédéric-Auguste Ier (1711-1785) qui avait sa résidence à Eutin, dite à l'époque la Weimar du nord. Il en fit cadeau à sa femme, née princesse Ulrique-Frédérique de Hesse-Cassel.
Si l'extérieur du pavillon de chasse respecte les canons du baroque tardif, l'intérieur est déjà décoré selon les règles du néoclassicisme et l'emplacement, dans un cadre naturel selon les codes esthétiques de l'époque préromantique, est l'objet de thèmes littéraires et poétiques. Guillaume de Humboldt qui y séjourna en 1796 décrit l'endroit dans son Journal, comme divin. La perspective est dégagée dans le courant du XXe siècle pour que le lac soit visible du pavillon. Celui-ci devient propriété de l'État du Schleswig-Holstein en 1937 qui le donne en location à partir de 1958 à la municipalité d'Eutin.
Le pavillon est restauré dans les années 1980 et surtout en 1994 pour 2,7 millions de DM, une fondation étant créée pour financer les travaux. Une partie du toit brûle en 2007. Il est rapidement restauré.
Le pavillon est ouvert en été aux visiteurs et sert aussi à des expositions ou des concerts du festival de musique. Il peut aussi être loué pour des funérailles privées.

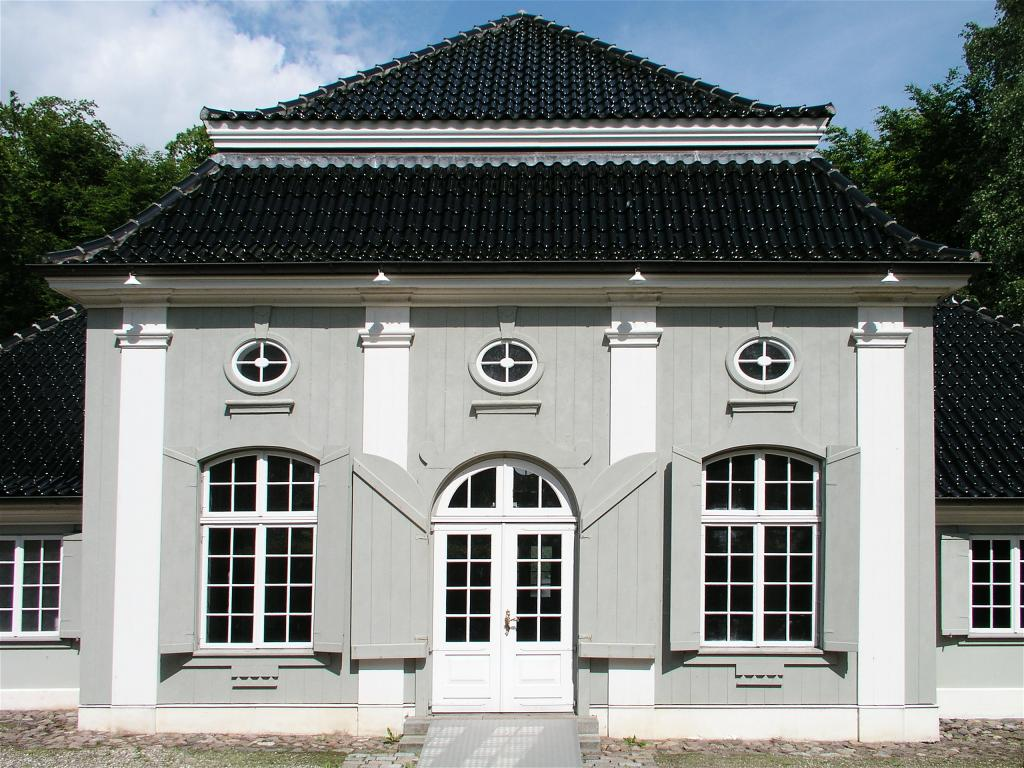
Façade arrière du pavillon
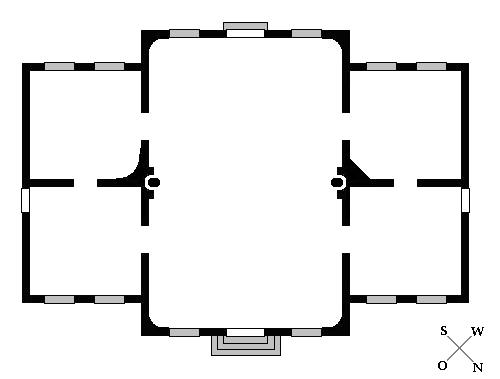
Plan du pavillon

## Source
- (de) Cet article est partiellement ou en totalité issu de l’article de Wikipédia en allemand intitulé « Jagdpavillon (Eutin) » (voir la liste des auteurs).